# Lucius Mendel Rivers

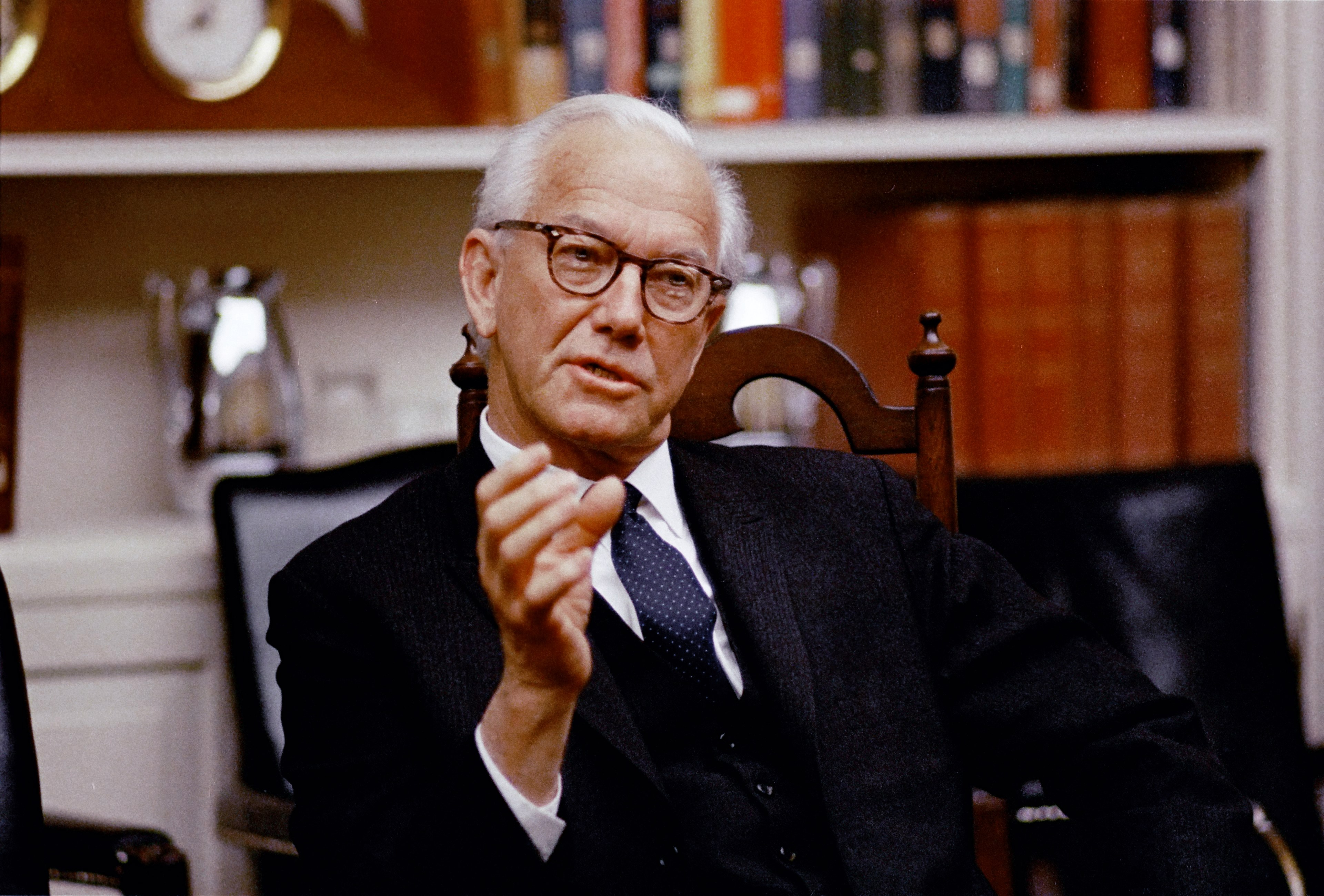
Lucius Mendel Rivers (1968)

Lucius Mendel Rivers (* 28. September 1905 in Gumville, Berkeley County, South Carolina; † 28. Dezember 1970 in Birmingham, Alabama) war ein US-amerikanischer Politiker, der knapp 30 Jahre lang den Bundesstaat South Carolina im US-Repräsentantenhaus vertrat.

## Leben
Lucius Mendel Rivers besuchte die öffentliche Schule und das College in Charleston. An der University of South Carolina in Columbia studierte er Jura. Seine Zulassung als Anwalt erhielt er 1932, woraufhin er eine Kanzlei in Charleston eröffnete. Rivers wurde schon ein Jahr später, 1933, in das Repräsentantenhaus von South Carolina gewählt. Er verblieb dort bis 1936. 1936 nahm er als Delegierter an der Democratic National Convention teil.
Danach wurde Rivers 1941 als Demokrat in das US-Repräsentantenhaus gewählt. Dort vertrat er den ersten Kongresswahlbezirk seines Staates. Rivers wurde noch weitere fünfzehn Male bestätigt. In seinen letzten drei Amtszeiten war er der Vorsitzende des United States House Committee on Armed Services. Rivers ist einer von zahlreichen Amtsträgern, von denen man wusste, dass sie während dieser Zeit Alkoholprobleme hatten. Bekannt wurde er durch seine Aussage, dass Hugh Thompson die einzige Person sei, die es verdient habe, für das Massaker von My Lai bestraft zu werden.
Rivers verstarb 1970 etwa zwei Monate nach der Wiederwahl für seine 16. Amtszeit. Er wurde auf dem Episcopal Church Cemetery in St. Stephen beerdigt. Rivers war ein Episcopalian, ein Mitglied der Freimaurer, Wohltäter und Schirmherr des Ordens von Elks (Benevolent and Protective Order of Elks = BPOE) und Mitglied des Börsenklubs. Des Weiteren wurde das Atom-U-Boot L. Mendel Rivers (Kennung: SSN-686) zu seinen Ehren benannt, sowie die L. Mendel Rivers Library der Charleston Southern University.